# China National Petroleum Corporation
La China National Petroleum Corporation (CNPC) è una compagnia petrolifera, posseduta dal governo cinese tramite la SASAC, la Commissione che gestisce le imprese cinesi di Stato. Alle attività di estrazione del greggio, CNPC aggiunge quelle di raffinazione, di vendita di carburanti e di produzione di prodotti chimici di base (etilene).

## Storia

### Origini
CNPC nacque dalla ristrutturazione del settore petrolifero cinese, che fino all'inizio degli anni '80 era gestito direttamente dal Ministero dell'Industria; nel 1983 furono costituite CNPC, Sinopec e CNOOC, tra le quali furono suddivisi i giacimenti petroliferi, allora situati esclusivamente in Cina. A CNPC toccarono i giacimenti situati nel Nord e nelle regioni interne del paese (Sichuan, Xinjiang, Baia di Bohai), nonché la maggior raffineria della Cina, quella di Dalian.

### Espansione all'estero
Nel 1993 CNPC si aggiudicò il suo primo contratto all'estero, per un giacimento in Perù, cui seguirono molti altri: tra i più importanti quelli in Sudan ed in Kazakistan. Nel 1999 fu costituita la consociata PetroChina, quotata sui mercati azionari di Hong Kong e New York e proprietaria della maggior parte delle attività cinesi di CNPC. Negli anni 2000 è andata aumentando la presenza di CNPC nell'esplorazione e nella produzione in altri paesi africani con promettenti risorse petrolifere, come il Ciad, la Mauritania e la Guinea Equatoriale.

#### CNPC in Sudan
CNPC è presente in Sudan dal 1996, ed è diventata il principale operatore petrolifero del paese, mettendo in produzione diversi giacimenti e costruendo una raffineria a Khartoum. Negli anni successivi la Cina in generale, e la CNPC per il suo ruolo nell'economia sudanese, sono state accusate di essere corresponsabili del genocidio in corso nel Darfur, a causa dell'appoggio politico-economico dato al governo di Khartoum, che combatte i ribelli del Darfur. Un gruppo di pressione ha realizzato una campagna per spingere gli investitori americani (tra gli altri, anche Warren Buffett) a cedere le loro azioni di PetroChina in segno di protesta contro il comportamento della casa madre CNPC in Sudan. La compagnia petrolifera tende a presentare il suo rapporto con il Sudan come un esempio di cooperazione tra paesi in via di sviluppo mettendo in evidenza i benefici portati dalla sua attività per l'economia locale, le donazioni effettuate e le infrastrutture realizzate nel paese africano.

### Multe
Il 19 gennaio 2022 le autorità cinesi hanno punito la controllata della CNPC "PetroChina Fuel Oil Co Ltd" per presunte incongruenze nel commercio del petrolio che "hanno gravemente turbato l'ordine del mercato dei prodotti petroliferi e hanno facilitato lo sviluppo cieco di capacità produttive obsolete presso raffinerie indipendenti, causando indirettamente perdite nelle entrate fiscali del governo", secondo quanto dichiarato dalla Commissione nazionale per lo sviluppo e la riforma.